# Beyond the Valley of the Dolls
Beyond the Valley of the Dolls is een Amerikaanse komische film uit 1970.

## Rolverdeling
| Acteur              | Personage              |
| ------------------- | ---------------------- |
| Dolly Read          | Kelly MacNamara        |
| Cynthia Myers       | Casey Anderson         |
| Marcia McBroom      | Petronella Danforth    |
| Michael Blodgett    | Lance Rocke            |
| John LaZar          | Ronnie 'Z-man' Barzell |
| Phyllis Davis       | Susan Lake             |
| Edy Williams        | Ashley St. Ives        |
| Erica Gavin         | Roxanne                |
| Harrison Page       | Emerson Thorne         |
| David Gurian        |                        |
| James Iglehart      | Randy Black            |
| Charles Napier      |                        |
| Duncan McLeod       |                        |
| Pam Grier           | Fourth Woman           |
| Henry Rowland       |                        |
| Princess Livingston |                        |
| Russ Meyer          | Cameraman              |